# Anna Wilhelmine von Anhalt-Dessau

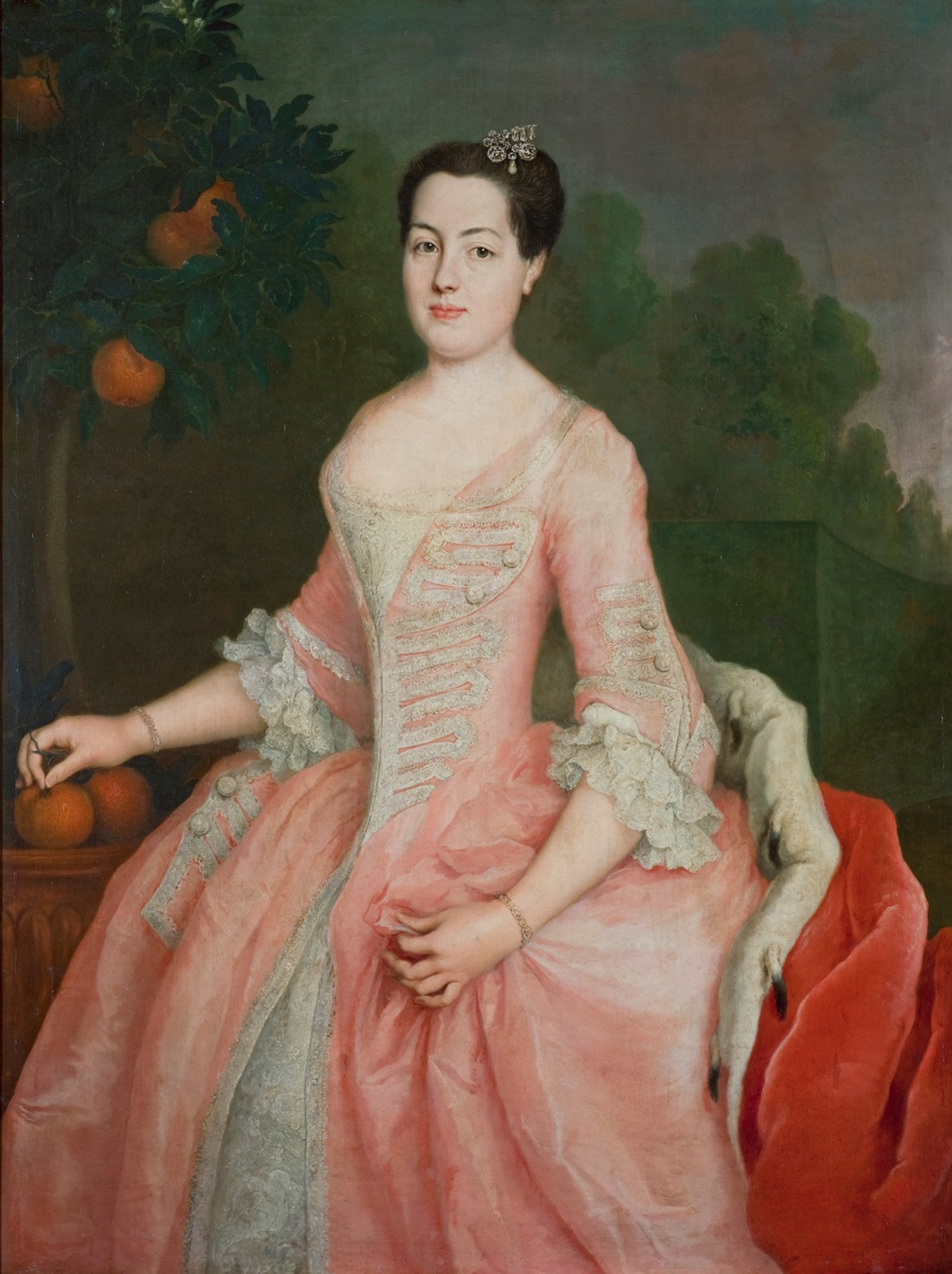
Prinzessin Anna Wilhelmine von Anhalt-Dessau

Anna Wilhelmine Prinzessin von Anhalt-Dessau (* 12. Juni 1715 in Dessau als Anna Wilhelmina; † 2. April 1780 ebenda) war das achte von zehn Kindern des Fürsten Leopold I. von Anhalt-Dessau und seiner Ehefrau Reichsfürstin Anna Luise Föhse. 

## Leben
Als Lieblingskind ihres Vaters erhielt sie mit 27 Jahren das Gut Mosigkau bei Dessau geschenkt. Die zeitlebens unverheiratete Prinzessin begann alsbald mit der Auswahl eines Architekten aus der sächsischen Schule. Ab 1757 verbrachte sie ihre Sommeraufenthalte in dem für sie neu erbauten Schloss Mosigkau. Grundriss und Raumfolge ließ sie für einen reinen Frauenhaushalt planen, die Herren logierten in den Pavillonbauten. 
Ihr Geschick in Finanzdingen führte dazu, dass sie regelmäßig die Abrechnungen ihres Bruders Prinz Moritz von Anhalt-Dessau kontrollierte und während dessen 1759 erlittener schwerer Kriegsverletzung die Aufsicht über seine Güter und sein Personal übernahm.
In ihrem Todesjahr verfügte sie die Errichtung eines „Hochadligen Fräuleinstiftes“ in Schloss Mosigkau. Das Stift bestand bis 1945. Seither ist das Schloss als Museum zugänglich.